# Yungang
Yungang léase Yun-Káng (en chino:云冈区,pinyin:Yúngāng qū) es un distrito urbano bajo la administración directa de la ciudad-prefectura de Datong. Se ubica al norte de la provincia de Shanxi, este de la República Popular China. Su área es de 737 km² y su población total para 2018 fue +700 mil habitantes. La ciudad es mundialmente famosa por las Grutas de Yungang.

## Administración
Desde mayo de 2018 el distrito de Yungang se divide en 34 pueblos que se administran en 28 subdistritos, 2 poblados y 4 villas.